# رمی متیس
رمی متیس (به فرانسوی: Rémi Mathis) (زادهٔ ۲۰ نوامبر ۱۹۸۲) یک مورخ فرانسوی، متصدی کتابخانه، و از طرفداران فرهنگ آزاد است.
متیس بین سال‌های ۲۰۰۸ تا ۲۰۱۱ مسئول کتابخانهٔ دانشگاه دکارت پاریس بوده‌است و از سال ۲۰۱۲ متصدی مجموعهٔ سدهٔ ۱۷ام بخش چاپ و عکس کتابخانه ملی فرانسه است. او ویراستار ژورنال Nouvelles de l'estampe این کتابخانه است. او یکی از اعضای کمیته ملی حکاکی فرانسه است.

## تحقیقات
تحقیقات متیس بر سدهٔ ۱۷ میلادی به‌ویژه ژانسنیسم متمرکز است. رسالهٔ او به یکی از لردهای فرانسه می‌پردازد. او در سال ۲۰۱۲ میلادی کتابی را در زمینهٔ همین فرد و یکی از مشاوران دولت فرانسه در آن زمان نگاشته‌است. او مشارکت‌های دیگری نیز در زمینهٔ ادبیات فرانسه در سدهٔ ۱۷ام دارد.

## طرفداری از فرهنگ آزاد
متیس از طرفداران آزادی پانوراما در فرانسه است. او همچنین از مخالفان خصوصی‌سازی استفاده از آثار در مالکیت عمومی است.
کارهای او در زمینهٔ فرهنگی و جنبش فرهنگ آزاد باعث شده‌است که از او در مجلهٔ Le Magazine littéraire به عنوان "Janus de la transmission" (به معنی «ژانوس گذار») یاد شده‌است.
او نمایندهٔ ویکی‌مدیای فرانسه است. در آوریل سال ۲۰۱۳ میلادی وزارت اطلاعات داخلی فرانسه (DCRI) او را با تهدید بازداشت و اتهام جزایی تحت فشار گذاشت تا مقاله‌ای از ویکی‌پدیای فرانسوی را با عنوان ایستگاه رادیویی نظامی پیر-سور-اوت حذف کند. با این حال این مقاله توسط یکی دیگر از مشارکت‌کنندگان ویکی‌پدیا بازگردانده شد.
او توسط جیمی ولز در ویکی‌مانیا سال ۲۰۱۳ به عنوان ویکی‌پدین سال معرفی شد.

## واژه‌نامه
1. ↑  Comité national de l'estampe
2. ↑  Simon Arnauld de Pomponne
3. ↑  Robert Arnauld d'Andilly